# Чернобрюхий рябок

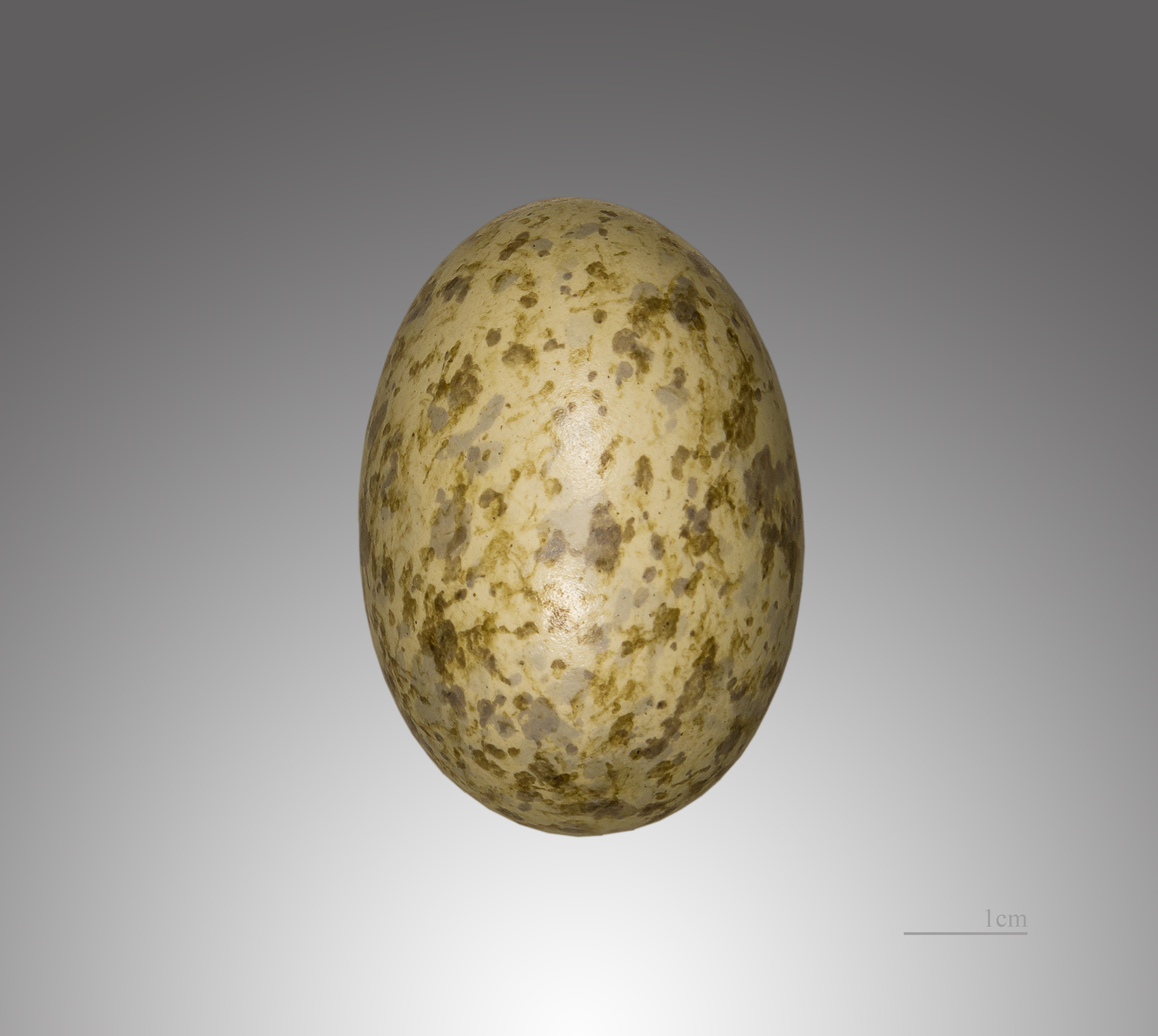
Pterocles orientalis

Чернобрюхий рябок (Pterocles orientalis) — вид летающих птиц из семейства рябковых. Приспособленные к обитанию в безводных пустынях птицы. Прекрасные летуны, могут устраивать свои гнезда в десятках километров от ближайших водоемов. Своим птенцам рябки приносят воду не только в клюве, но и на перьях брюшка, обладающих удивительной способностью удерживать воду.

## Описание
Длиной от 30 до 35 см и размахом крыльев от 60 до 65 см чернобрюхий рябок — это один из самых крупных видов птиц в своём ареале. Телосложение похоже на голубей, оперение напоминает серых куропаток. Самец окрашен в чёрный цвет на нижней стороне; верх серый с жёлто-коричневым и красноватым рисунком. Голова и шея серые. На каштановом горле имеется чёрное пятно. Над жёлто-коричневой грудью тянется чёрная лента. У самок больше полос, также на голове и шее. Призыв во время полёта птицы - это раскатистое, почти трель «тйюрр-ре-ка».

## Распространение
Область распространения чернобрюхого рябка простирается от Иберийского полуострова и Северной Африки на Средиземноморье до Центральной Азии и дальше на восток до северо-запада Индии и Непала. Популяции в Малой Азии мигрируют на зимовку в арабские пустынные области. Птица обитает на земле, избегая открытые пустынные области. Чаще всего чернобрюхого рябка можно встретить на широких просторах вблизи сельскохозяйственных посевных площадей.

## Поведение
Внимательная и робкая птица питается преимущественно семенами. На водопой чернобрюхий рябок летает стаями чаще утром, проделывая далёкие расстояния к водоёмам, прудам и рекам.

## Размножение
Самка откладывает чаще 3 яйца в плоскую, открытую лунку на земле. Обе взрослые птицы высиживают яйца примерно 4 недели и заботятся о птенцах. Это выводковые птицы, которые могут сразу самостоятельно искать пропитание. Однако, родители часто снабжают их кормом из зоба. Воду молодым птицам приносит в оперении брюха, как правило, самец.